# ESMOD
La École supérieure des arts et techniques de la mode (en español: Escuela Superior de Artes y Técnicas de la Moda), también conocida como ESMOD, es una escuela privada ubicada en París, Francia, que brinda formación en las profesiones de la moda. Anteriormente llamada Guerre-Lavigne, fue fundada en 1841 por Alexis Lavigne, lo que la convierte en la escuela de moda más antigua del mundo.

## Historia
Alexis Lavigne, quien se convirtió en sastre en París, publicó su primer Método del Sastre en 1841 y comenzó a enseñar a otros en su propio hogar. Esta acción marcó el inicio de una escuela dedicada al arte de la sastrería. Cuatro años después, patentó su propio sistema de corte llamado «barème du tailleur». En 1847, inventó el maniquí de busto que todavía se utiliza en la actualidad. Ese mismo año, presentó una patente para una cinta métrica impermeable.
Berthe Guerre, nieta de Alexis Lavigne y nacida en 1881, publicó la 15.ª edición del método desarrollado por su madre, Alice Guerre-Lavigne: El Nuevo Método de Corte y Confección de Vestidos. En 1908, los cursos de corte creados por Alexis Lavigne pasaron a llamarse «École Guerre». Después de estar ubicada en la calle Montmartre durante 14 años, la escuela se trasladó a instalaciones en la calle Molière.
En 2011, la escuela celebró su 170 aniversario. En 2012, participó en un concurso junto a la marca Hugo Boss, lo que resultó en la venta de los diseños ganadores en la tienda de los Campos Elíseos en París. En 2014, la escuela fue reconocida como la preferida por los profesionales de la moda según la revista L'Étudiant. En 2018, se abrió una nueva ubicación en la avenida Jean-Lolive en Pantin, además de la sede original en la calle de La Rochefoucauld en el distrito 9 de París.
En 2022, ESMOD incursionó en la moda digital con una clase especializada llamada Meta-Wear, enfocada en la creación de moda digital.

## Acreditaciones
ESMOD está autorizado por la Comisión Nacional de la Certificación Profesional, la comisión nacional francesa para la certificación profesional, para otorgar una certificación profesional de cinco años como estilista/diseñador de moda en el nivel 6 del Marco Europeo de Cualificaciones.
De la misma forma, ESMOD es actualmente reconocida por el Ministerio de Educación Superior, Investigación e Innovación (MESRI) mediante una orden ministerial emitida el 28 de junio de 2021 y publicada en el Boletín Oficial el 22 de julio de 2021.

## Organización
La red de ESMOD cuenta actualmente con cinco escuelas en Francia, en París, Burdeos, Lyon, Rennes y Roubaix; y otras 15 escuelas en diversas ciudades del mundo, específicamente en Seúl, Pekín, Beirut, Estambul, Damasco, Dubái, Yakarta, Tokio, Oslo, Kioto, Kuala Lumpur, Cantón, Sousse y Túnez.

## Alumnos famosos
Entre los alumnos más famosos de la escuela se encuentran Reem Acra, Franck Sorbier, Olivier Rousteing y Simon Porte Jacquemus.